# Bas Maes (politicus)
Bas Maes (Halsteren, 1980) is een Nederlands politicus. Sinds 2024 is hij gedeputeerde in de provincie Noord-Brabant. Eerder was hij lid van de gemeenteraad van Breda. Maes is lid van de Socialistische Partij (SP).

## Loopbaan
Maes studeerde bouwkunde aan de mbo in Tilburg en later architectuur aan de TU Delft. Hij werkte na zijn studie voor een architectenbureau in Rotterdam. Vanaf 2010 was hij commissielid in de gemeenteraad van Breda. Hij was voorzitter van de afdeling Breda van de SP en werd bij de gemeenteraadsverkiezingen van 2014, waarbij zijn partij van drie naar zes zetels steeg, gekozen als lid van de gemeenteraad. Kort daarna werd hij ook fractievoorzitter, als opvolger van Patrick van Lunteren die wethouder werd. Als commissie- en raadslid zette hij zich onder andere in voor het behoud en de renovatie van de Zaartflat. In diezelfde periode was hij als beleidsmedewerker van Renske Leijten werkzaam voor de Tweede Kamerfractie van de SP.
In 2020 trad Maes terug als fractievoorzitter en na de gemeenteraadsverkiezingen van 2022 nam hij ook afscheid als raadslid. Hij was inmiddels vanaf 2020 werkzaam als bestuursadviseur, eerst bij de gemeente Schiedam en later bij het waterschap Brabantse Delta.
Op 5 april 2024 werd hij gedeputeerde in de provincie Noord-Brabant. Hij volgde zijn afgetreden partijgenoot Jos van der Horst op. Maes is verantwoordelijk voor de portefeuille Klimaat en Energie, Cultuur, Erfgoed, Sport en Vrijetijdseconomie. Hij richt zich onder meer op het bevorderen van de energietransitie in Noord-Brabant, waarbij hij ervoor wil zorgen dat ook inwoners met weinig financiële middelen eraan kunnen meedoen en ervan kunnen profiteren. Een publiek energiebedrijf in handen van de provincie moet daarbij helpen.

## Persoonlijk
Bas Maes is getrouwd en heeft twee kinderen.